# 佩妮萊·哈德
佩妮萊·穆斯戈德·哈德（丹麥語：Pernille Mosegaard Harder，1992年11月15日—）是丹麥職業女子足球運動員，司職進攻中場和前鋒，現效力女子德甲球隊拜仁慕尼黑並擔任丹麥國家女子足球隊隊長。哈德被公認為是世界最佳的女子足球員之一，她於2018年及2020年在《衛報》評選的世界最佳一百位女子足球員排行榜位居第一。
哈德曾贏得多項女子足球個人榮譽，包括2次歐洲足協最佳女子球員（2017–18、2019–20）、1次IFFHS世界最佳女子球員、7次丹麥足球小姐。2018年，她與艾達·赫格伯格僅6分之差無緣女子金球獎寶座；團體方面曾入圍2次國際足協年度最佳陣容（2017年、2020年）、3次IFFHS世界最佳女子陣容，以及入選IFFHS歐洲十年最佳女子陣容（2011–2020）。哈德是2020年德國足球小姐得主，她是首位獲得該獎項的非德國籍球員。
2020年9月，哈德從狼堡轉會至切爾西時以25萬歐元突破女子足球界全球轉會費最高的紀錄，不過英格蘭的凱拉·沃爾什在2022年9月從曼城轉會至巴塞隆納時超越了這項紀錄。

## 個人生活
2014年5月，哈德開始與瑞典女子足球員瑪格達萊娜·埃里克松交往，她們在2024年7月宣布訂婚。

## 註解
1. ↑  赫格伯格總分136分，哈德總分130分。

## 外部連結
- 佩妮萊·哈德 （页面存档备份，存于）在拜仁慕尼黑
- 佩妮萊·哈德 – FIFA國際賽競賽紀錄 (存檔)
- 佩妮萊·哈德－UEFA國際賽競賽紀錄
- 佩妮萊·哈德在丹麥足球協會（丹麥語）
- 佩妮萊·哈德在瑞典足球協會（瑞典語）
- Soccerway資料庫：佩妮萊·哈德